# Straczanka
Straczanka (biał. Страчанка, Straczanka; ros. Страчанка, Straczanka) – agromiasteczko na Białorusi, w obwodzie grodzieńskim, w rejonie ostrowieckim, w sielsowiecie Michaliszki, nad Straczą.

## Historia
Pod zaborami i w II Rzeczypospolitej wieś i zaścianek. W niektórych okresach, zarówno w czasach carskich jak i polskich, wieś nosiła nazwę Straczany. Zaścianek występuje w źródłach zawsze pod nazwą Straczanka.
W XIX i w początkach XX w. położona była w Rosji, w guberni wileńskiej, w powiecie zawilejskim/święciańskim, w gminie Świr. Po I wojnie światowej pod administracją polską, w Zarządzie Cywilnym Ziem Wschodnich. W latach 1920–1922 w składzie Litwy Środkowej.
Od 11 kwietnia 1922 leżała w Polsce, w województwie wileńskim, w powiecie święciańskim, w gminie Świr.
Po II wojnie światowej w granicach Związku Sowieckiego. Od 1991 w niepodległej Białorusi.